# Boliche nos Jogos Pan-Americanos de 1991
As competições de boliche nos Jogos Pan-Americanos de 1991 foram realizadas em Havana, Cuba. Foi a primeira edição do esporte no evento, que foi disputado para ambos os sexos.
Após ser realizado como esporte de demonstração em 1983, o esporte recebeu status compelto pela Organização Desportiva Pan-Americana em 1986.

## Masculino

### Individual
| POSIÇÃO | FINAL                | PONTUAÇÃO |
| ------- | -------------------- | --------- |
|         | Patrick Healey (USA) | —         |
|         | Luis Serfaty (VEN)   | —         |
|         | Jon Juneau (USA)     | —         |
| 4.      | Ray Vervynck (CAN)   | —         |

### Equipes
| POSIÇÃO | FINAL                                                                                   | AVERAGE |
| ------- | --------------------------------------------------------------------------------------- | ------- |
|         | USA Estados Unidos • Steve Kloempken • Ralph Solan • Jon Juneau • Patrick Healey Jr.    | 7.442   |
|         | VEN Venezuela • Pedro Carreyo • Pedro Elias Cardozo • Luis Serfaty • Francisco Carabano | 7.007   |
|         | MEX México • Alfonso Rodríguez • Daniel Falconi • Luis Javier Iserte • Roberto Silva    | 6.989   |

## Feminino

### Individual
| POSIÇÃO | FINAL               | PONTUAÇÃO |
| ------- | ------------------- | --------- |
|         | Edda Piccini (MEX)  | —         |
|         | Julie Gardner (USA) | —         |
|         | Mandy Wilson (USA)  | —         |
| 4.      | Mari Ortíz (PUR)    | —         |

### Equipes
| POSIÇÃO | FINAL                                                                                | PONTUAÇÃO |
| ------- | ------------------------------------------------------------------------------------ | --------- |
|         | USA Estados Unidos • Maureen Webb • Julie Gardner • Mandy Wilson • Lynda Norry       | 6.733     |
|         | VEN Venezuela • Mirella Trasolini • Gisela Sánchez • Mariela Alarza • Gabriela Bigai | 6.687     |
|         | MEX México • Edda Piccini • Ana Maria Avila • Leticia Rosas • Celia Flores           | 6.627     |

## Quadro de medalhas
| Posição | Nação              |   |   |   | Total |
| ------- | ------------------ | - | - | - | ----- |
| 1       | USA Estados Unidos | 3 | 1 | 2 | 6     |
| 2       | MEX México         | 1 | 0 | 2 | 3     |
| 3       | VEN Venezuela      | 0 | 3 | 0 | 3     |
| Total   | Total              | 4 | 4 | 4 | 12    |